# BPz 3 Büffel
Bergepanzer 3 Büffel (česky Vyprošťovací obrněné vozidlo 3 Buvol) je podpůrné vyprošťovací vozidlo založené na podvozku tanku Leopard 2. Armáda České republiky v roce 2024 získala první ze dvou těchto vozidel, které jsou součástí darů SRN za pomoc, kterou Česká republika poskytla Ukrajině. Největším uživatelem těchto vyprošťovacích vozidel je německý Bundeswehr.

## Technické údaje
BPz 3 Büffel je jedním z několika typů speciálních podpůrných vozidel založených na podvozku tanku Leopard 2. Na podvozku Leopardu 2 jsou založena vozidla výcviková, vyprošťovací, ženijní a mostní.

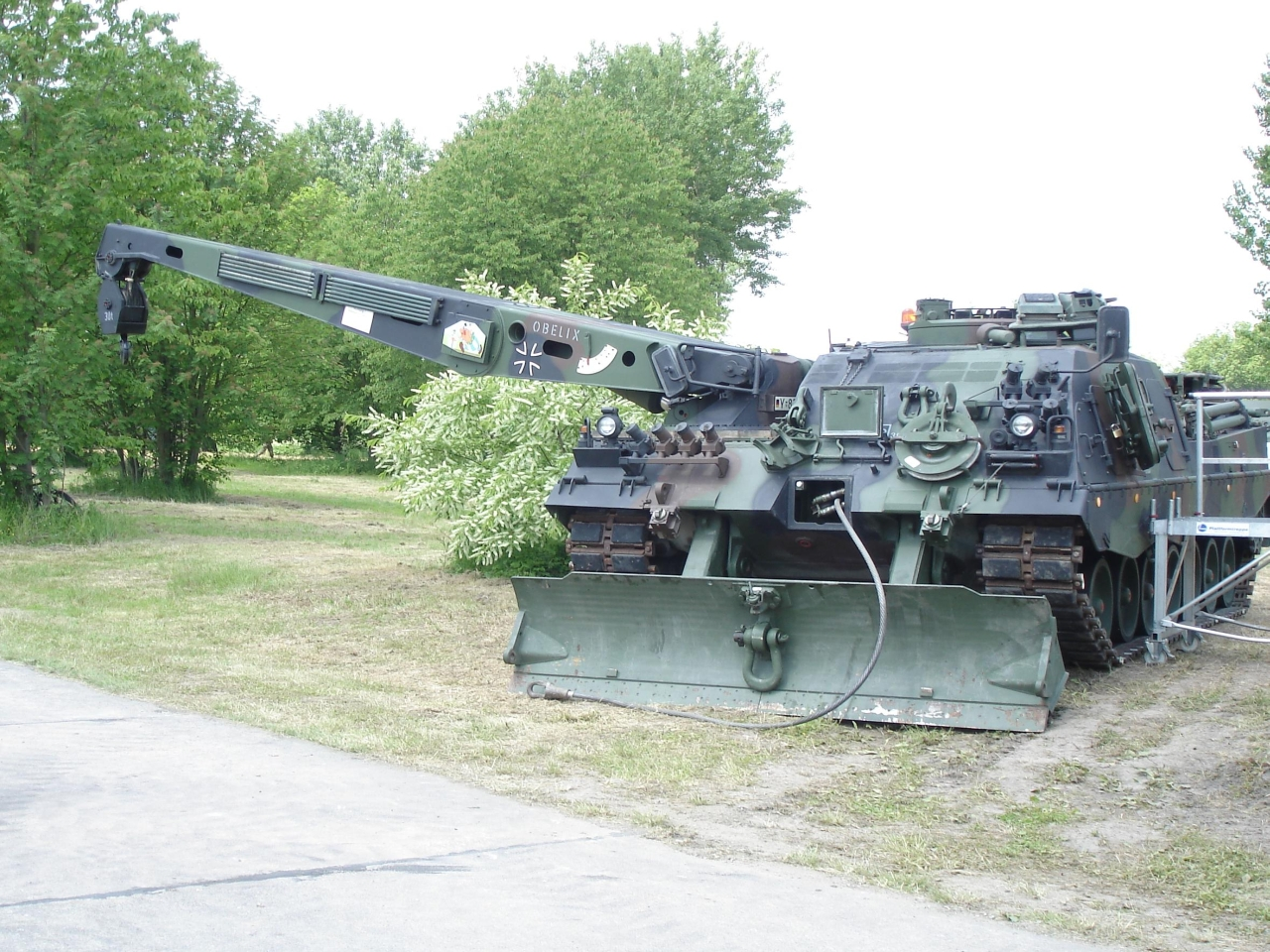
Německý BPz 3 Büffel

Úkolem BPz 3 je vyprošťování a odtah vozidel (která byla znehybněna zásahem nepřítele nebo poruchou) do místa, kde je možné provést opravu, a také samotné umožnění jejich opravy. Součástí výbavy je naviják s lanem, které dokáže s použitím kladky táhnout zátěž až 70 tun, která je dostatečná i pro manipulaci s tanky Leopard 2, které jsou ve výzbroji AČR. Dále je vozidlo vybaveno také jeřábem o nosnosti 30 tun a buldozerovou radlicí.
Osádku vozidla tvoří 3 osoby – velitel, řidič a mechanik.

### Výbava vozidla

#### Jeřáb
Jeřáb vozidla se nachází na pravé straně korby. Jeho maximální rozsah otáčení je 270° a je schopen na háku zvednout až 30 tun. Tímto jeřábem je možné při údržbě nebo opravách v polních podmínkách zvednout například celou věž tanku Leopard 2 nebo mu s pomocí postroje zdvihnout a vyměnit motor.

#### Naviják
V přední části korby vozidla je umístěn naviják s tažnou silou 343 kN s délkou lana 140 metrů. Při využití kladky lze tažnou silu zdvojnásobit, čímž je zajištěna možnost manipulace s tankem Leopard 2.
Jak jeřáb, tak i naviják je možné pro zajištění bezpečnosti osádky vozidla ovládat dálkovým ovládáním.

#### Radlice
Vozidlo je v přední částí vybaveno radlicí šířky 3 420 mm a výšky 880 mm, kterou lze provádět lehké zemní práce.